# Целовальникова гора
Гора Целовальникова — горная вершина Среднего Урала, в юго-восточных окрестностях города Нижнего Тагила, в Пригородном районе Свердловской области Россия. Одна из самых высоких гор в городских окрестностях. Гора представляет собой гребень, покрытый лесом. На вершине горы расположен скальный останец — шихан. С горы Целовальникова берут начало небольшие реки Руш, Копосиха и Иса.
Название горы происходит от слова «целовальник» — царский уполномоченный приказчик в Московской Руси, целовавший крест во время присяги царю.